# Fragma
Fragma eller Fragma Project är en tysk musikgrupp i genren trance.

## Karriär
Fragma bildades 1998 av bröderna Dirk och Marco Duderstadt och året efter släppte man med hjälp av producenten Ramon Zenker singeln Toca Me. Singeln toppade ett flertal dance-listor världen över och nådde som högst 11 plats på den brittiska singellistan.
2000 gjorde discjockeyna Pete Tong och Judge Jules Toca's Miracle som var en sammanslagning av Toca Me och Coco's sång I Need a Miracle. Denna singel placerade sig på första plats på den engelska, australienska och irländska topplistan.
Året efter kom första albumet Toca, som även innehöll toppsinglarna Everytime You Need Me med sång av Maria Rubia och You Are Alive sång av Damae.
Efter att ha varit tysta ett par år släpptes 2006 med sång av Kirsty Hawkshaw singeln Radio Waves.
År 2008 släppte de singeln Tocas Miracle 2008 och senare Memory. I november 2009 kom Forever And A Day, igen med sång av Damae.
I September 2022 släpptes en ny singel "shines on". 